# Killer Frost (The Flash)
Killer Frost es el séptimo episodio de la tercera temporada y quintesimo tercero episodio a lo largo de la serie estadounidense de drama y ciencia ficción, The Flash. La historia del episodio fue escrito por Judalina Neira, el guion fue adaptado por Andrew Kreisberg & Brooke Roberts y dirigido por Kevin Smith. Fue estrenado el 22 de noviembre de 2016 en Estados Unidos por la cadena The CW.

## Argumento
Caitlin usa sus poderes para salvar a Barry pero tal y como su madre predijo, el esfuerzo desata a su Killer Frost interior. Killer Frost va a la carga buscando al Dr. Alchemy, secuestrando a Julian y peleando contra The Flash y Vibe. Mientras tanto, Joe y H.R. mantienen una conversación a corazón abierto.

## Producción
El episodio fue revelado por primera vez cuando Kevin Smith de forma no intencional revela el título en Twitter. Este episodio fue escrito por el editor ejecutivo de historia Judalina Neira, el productor ejecutivo Andrew Kreisberg, and el productor Brooke Roberts; mientras que fue dirigido por Smith.

## Recepción

### Ratings
El episodio fue visto por 2.95 millones de espectadores con un 1.1 de rating entre la edad de 18 a 49. Esto fue un decremento del 2% desde el episodio anterior que fue visto por 3.01 millones de espectadores con rating de 1.2 entre los 18 a 49 años de edad.

### Respuesta crítica

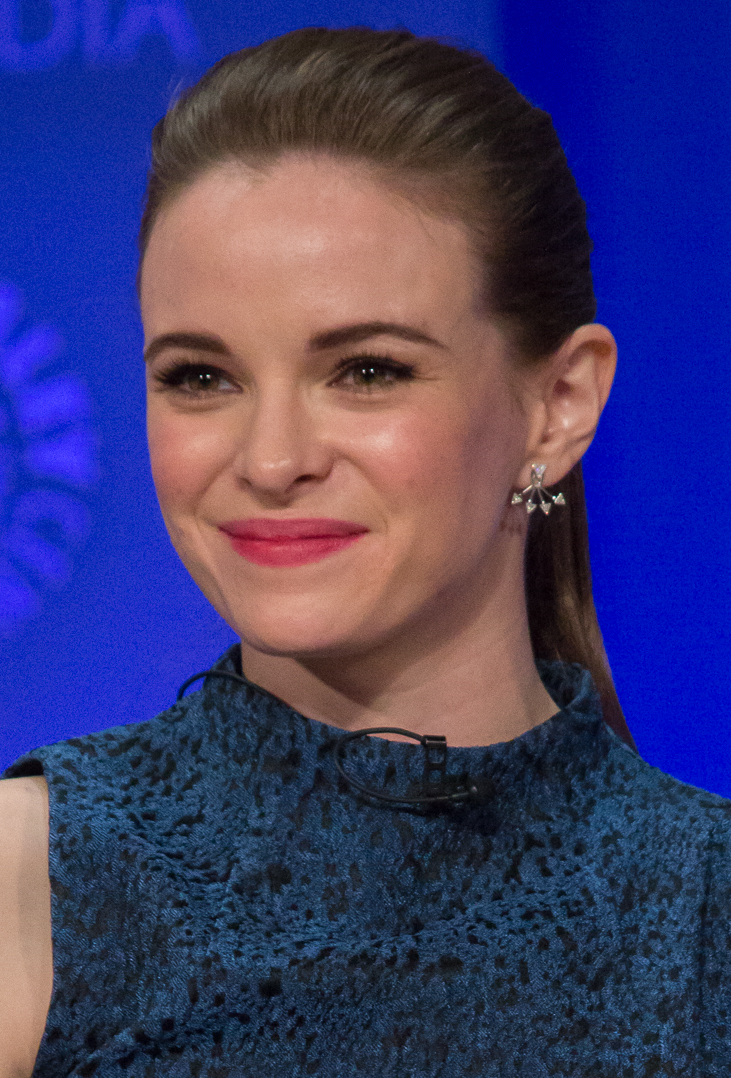
El performance de Danielle Panabaker en el episodio fue aplaudido por críticos.

Jesse Schedeen de IGN le dio al episodio un "buen" 8.0 de 10 y escribió en su veredicto: «"Killer Frost" no comenzó exactamente a funcionar, con el programa todavía luchando por establecer a Savitar como un villano convincente. Pero el episodio mejoró considerablemente una vez que el enfoque se centró en Caitlin y su drama con Barry y Cisco. Es desgarrador ver cómo los estrechos vínculos del Team Flash comienzan a deshilacharse. Si la temporada 3 realmente va a estar a la altura de sus predecesoras, deberá seguir centrándose en esas relaciones clave incluso mientras se le da peso a Savitar y Alchemy.» 
Scott Von Doviak de The A.V. Club le dio al episodio una calificación "A-" y escribió: «Los hilos de una temporada dispersa se entretejen de una manera emocionalmente satisfactoria en" Killer Frost ", un episodio en el que finalmente Barry Allen es llamado por sus acciones egoístas y al mismo tiempo le permite una medida de redención por ellas. La hora comienza exactamente donde nosotros abandonado, con Wally encerrado en un capullo y Barry en las garras del autoproclamado dios de la velocidad Savitar. Una vez más, nuestro héroe se enfrenta a un gran velocista malo más rápido que él, aunque Savitar tiene la ventaja adicional de ser invisible para aparentemente todos excepto Barry. Se necesitan los poderes combinados de Caitlin y Cisco para llevar a Savitar a otra dimensión, al menos temporalmente.»
El canciller Agard de Entertainment Weekly declaró: «Kevin Smith hace un regreso más que bienvenido en el episodio de esta noche, que él dirigió. En caso de que lo hayas olvidado, Smith dirigió el mejor episodio de la temporada 2," The Runaway Dinosaur ", una hora llena de patetismo que demostró que sabía cómo clavar el tono serio del programa. Y, en "Killer Frost", Smith golpea esos ritmos emocionales nuevamente, provocando algunas de las mejores actuaciones del elenco. Sin embargo, es una pena que este episodio no sea tan estimulante como "Runaway Dinosaur" ya veces parece continuar la espiral de esta temporada hacia el abismo deprimente (sin embargo, hay un momento al final que apunta hacia momentos más ligeros por venir)».

## Elenco
- Grant Gustin como Barry Allen/Flash.
- Candice Patton como Iris West.
- Danielle Panabaker como Caitlin Snow.
- Carlos Valdés como Cisco Ramón/Vibe.
- Keiynan Lonsdale como Wally West.
- Tom Cavanagh como Harrison Wells.
- Jesse L. Martin como Joe West.